# Thaki
Thakiは、1980年代にカナダに存在したギター工房である。

## 概要
職人集団で、主に6人のルシアーが在籍していたと思われている。アメリカの大メーカー製ギターやベースを基に、独自改造、補強を行い販売していた。
1970年代後期の日本製ギターをベースに改造された楽器が、一部のミュージシャンの注目を集め話題となったが、会社組織化はされなかった。ベースになったブランドは、Gaban、ELK、H.S.Andersonの3ブランドで、いずれもボディの材質がよいものを選んで改造されていた。
アメリカ製のFenderやGibsonブランドに改造が施されたモデルでは、ヘッドストックの裏側に真鍮製のロゴマークが打ち込まれていたが、日本製の場合、オリジナルのロゴは消され、Thakiのロゴマークがデカール貼りされるか、アメリカの大メーカーロゴと真鍮製ロゴマークがネジ止めされていることがあった。